# Karsbach
Karsbach ist eine Gemeinde im unterfränkischen Landkreis Main-Spessart und deren Hauptort.

## Geografie

### Geografische Lage
Die Gemeinde liegt in der Region Würzburg.

### Gemeindegliederung
Es gibt vier Gemeindeteile, die jeweils eigene Gemarkungen bilden (in Klammern der Siedlungstyp):
- Heßdorf (Kirchdorf)
- Höllrich (Pfarrdorf)
- Karsbach (Pfarrdorf)
- Weyersfeld (Kirchdorf)

## Name

### Etymologie
Karsbach hat seinen Namen vom gleichnamigen Bach (heute Kuhbach), der bei Gössenheim in die Wern fließt.

### Frühere Schreibweisen
Frühere Schreibweisen des Ortes aus diversen historischen Karten und Urkunden:
| - 823 Caragoltesbah - 824 Karagoltesbah - 880 Charoltesbach - 948 Karoldesbach | - 1252 Karolspach - 1303 Karlspach - 1327 Karspach - 1549 Karsbach |

## Geschichte

### 19. bis 21. Jahrhundert
Im Zuge der Säkularisation 1803 fielen die Rechte des Hochstiftes Würzburg sowie die des Juliusspitals im Ort an Bayern, das sie im Frieden von Preßburg 1805 an das neugebildete Großherzogtum Würzburg abtrat. 1814 fielen sie mit diesem an Bayern zurück. Im Zuge der Verwaltungsreformen in Bayern entstand mit dem Gemeindeedikt von 1818 die heutige Gemeinde.
Die im Ortsteil Heßdorf ansässigen jüdischen Familien errichteten in der Fußgasse 6 ihre Synagoge, die beim Novemberpogrom 1938 zerstört wurde. Eine Gedenktafel an der Gemeindekanzlei Höllricherstraße/Brunnengasse erinnert an dieses Geschehen.
Im Gemeindeteil Höllrich fand 1945 der US-amerikanische Panzerraid nach Hammelburg ein blutiges Ende.
Im Jahr 2005 wurde Weyersfeld im Wettbewerb Unser Dorf soll schöner werden – Unser Dorf hat Zukunft zum schönsten Dorf im Landkreis Main-Spessart gewählt.

### Religion
Karsbach ist Sitz der katholischen Pfarrei St. Gertrud mit Filiale St. Albanus in Weyersfeld und gehört zum Dekanat Karlstadt des Bistums Würzburg. Evangelische Kirchengemeinden und Gotteshäuser befinden sich in Heßdorf und Höllrich. Sie sind dem Dekanat Lohr der Evangelisch-Lutherischen Kirche in Bayern zugeordnet.

### Eingemeindungen
Im Zuge der Gebietsreform in Bayern wurden am 1. Mai 1978 die Gemeinden Weyersfeld, Höllrich und Heßdorf eingemeindet.

### Einwohnerentwicklung
Im Zeitraum 1988 bis 2018 stieg die Einwohnerzahl von 1497 auf 1723 um 226 Einwohner bzw. um 15,1 %.
- 1961: 1485 Einwohner[7]
- 1970: 1526 Einwohner[7]
- 1987: 1507 Einwohner
- 1991: 1607 Einwohner
- 1995: 1651 Einwohner
- 2000: 1788 Einwohner
- 2005: 1828 Einwohner
- 2010: 1747 Einwohner
- 2015: 1743 Einwohner

## Politik und Öffentliche Verwaltung

### Bürgermeister
Erster Bürgermeister ist seit 1. Mai 1996 Martin Göbel (Freie Bürger Karsbach). Dieser wurde am 15. März 2020 mit 88,6 % der Stimmen für weitere sechs Jahre gewählt.

### Gemeinderat
Aufgrund des Ergebnisses der Wahl vom 15. März 2020 setzt sich der Gemeinderat von Mai 2020 bis April 2026 wie folgt zusammen:
- Freie Bürger Karsbach: 6 Sitze (45,25 %)
- Dorfgemeinschaft Karsbach: 4 Sitze (36,74 %)
- Unabhängige Bürger: 2 Sitze (18,01 %)

Die Wahlbeteiligung betrug 72,59 %.

### Verwaltung
Die Gemeinde ist Mitglied der Verwaltungsgemeinschaft Gemünden am Main.

### Wappen
| Wappen Gemeinde Karsbach | Blasonierung: „In Grün über einem gesenkten silbernen Wellenbalken schwebend eine mit roten Steinen besetzte goldene Kaiserkrone, die oben von zwei silbernen Flachsblüten begleitet ist.“ |
| Wappen Gemeinde Karsbach | Wappengeschichte: Am Unterlauf der Wern, bei den Orten Karsbach und Aschfeld, befand sich ein großer Königsgutkomplex. Darauf weist die Kaiserkrone. Der Wellenbalken steht redend für den Ortsnamenbestandteil „-bach“. Die Flachsblüten weisen auf die einst bedeutende Leinenweberei. Dieses Wappen wird seit 1968 geführt. |

## Kultur und Sehenswürdigkeiten

### Bauwerke
- Evangelische Pfarrkirche in Heßdorf (1744 geweiht) mit weitgehend original erhaltener Barockorgel
- Ehemaliges Wasserschloss in Höllrich (um 1560 erbaut, heute teilweise Ruine); das wertvolle Renaissanceinventar wurde 1883 durch das Thüngen’sche Rentamt Zeitlofs an das Kunstgewerbemuseum Berlin verkauft
- St. Gertrud (Karsbach)

## Wirtschaft und Infrastruktur

### Wirtschaft einschließlich Land- und Forstwirtschaft
2017 gab es in der Gemeinde 79 sozialversicherungspflichtige Arbeitsplätze. Von der Wohnbevölkerung standen 767 Personen in einem versicherungspflichtigen Beschäftigungsverhältnis. Damit war die Zahl der Auspendler um 688 Personen größer als die der Einpendler. 14 Einwohner waren arbeitslos. 2016 gab es 34 landwirtschaftliche Betriebe.

### Verkehr
Durch das Gemeindegebiet verläuft die Bundesstraße 27; am Hauptort führt sie als Umgehung unmittelbar westlich vorbei.

### Bildung
In der Gemeinde gibt es eine Kindertageseinrichtung mit 70 genehmigten Plätzen und 61 Kindern (Stand: 1. März 2018).

## Persönlichkeiten
- Kaspar Meder (* 30. Juni 1798 in Weyersfeld; † 10. Februar 1875 in Hirschfeld), Landwirt und Politiker